# Ginés Andrés de Aguirre

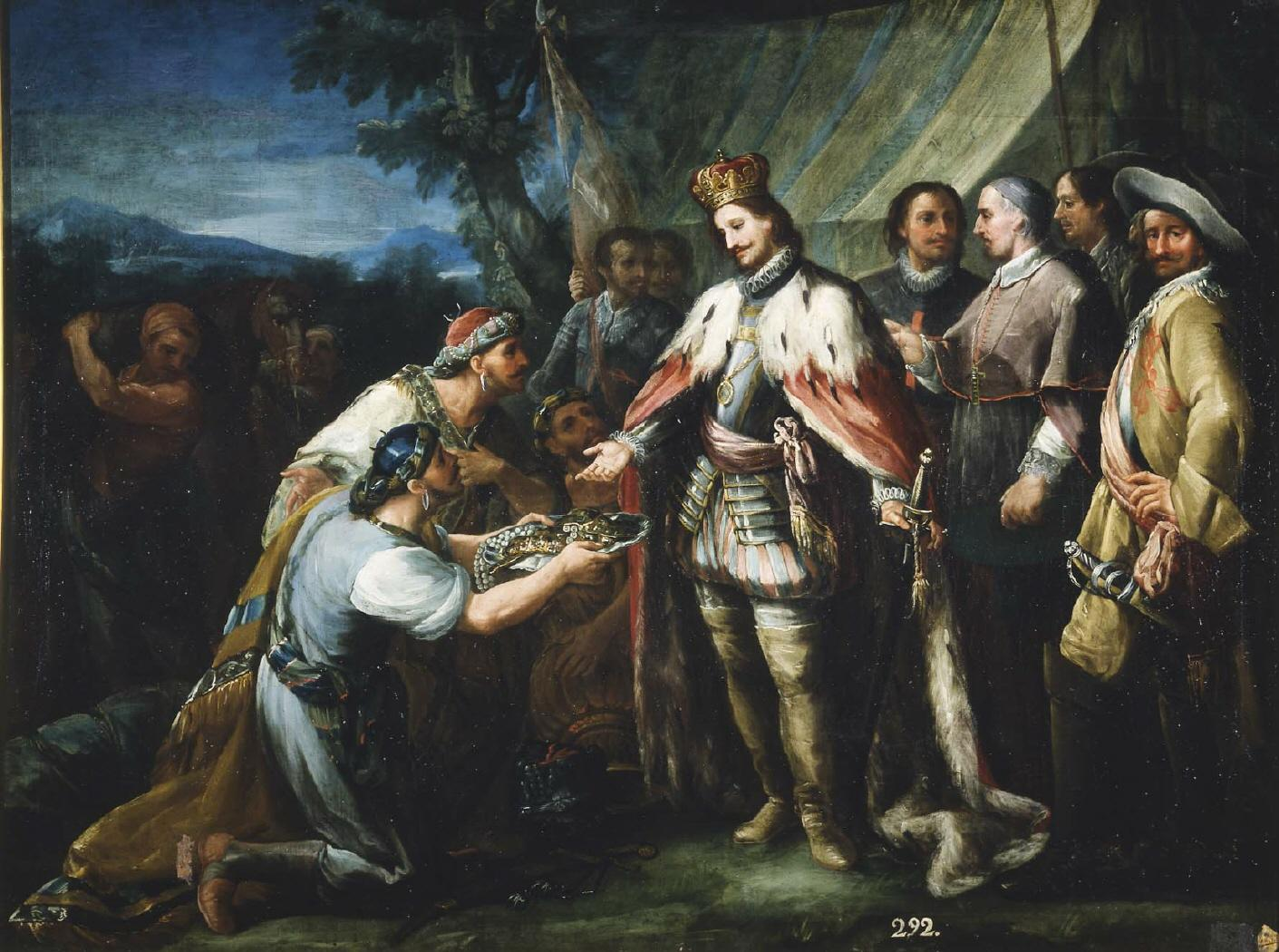
San Fernando recibe el tributo de Mahomad de Baeza (1760), óleo sobre lienzo, 126 x 168 cm, Madrid, Real Academia de Bellas Artes de San Fernando.

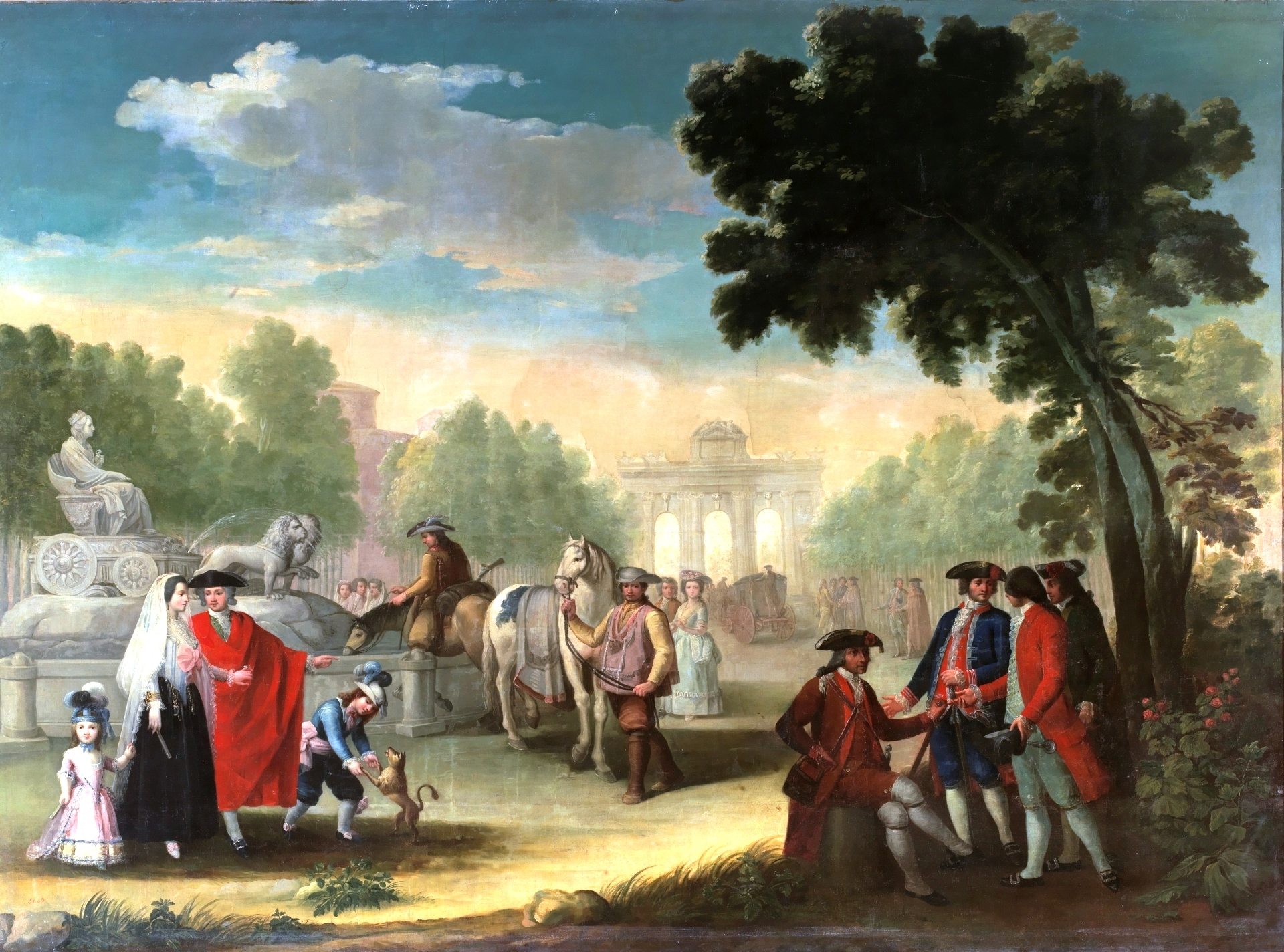
La Puerta de Alcalá vista desde La Cibeles (1785), óleo sobre lienzo, 398 x 440 cm, Madrid, Museo de Historia de Madrid, en depósito del Museo del Prado.

Ginés Andrés de Aguirre (Yecla, 21 de octubre de 1727-Ciudad de México, 18 de julio de 1800) fue un pintor español. 

## Biografía
Hijo de Salvador Andrés Azorín y de María Rodríguez Aguirre, nació el 21 de octubre de 1727 y fue bautizado el 5 de noviembre del mismo año en la iglesia del Salvador de Yecla, Murcia. Llegó a Madrid en 1739 y se ignora dónde inició su formación artística antes de ingresar el 16 de octubre de 1752 en la recién fundada Real Academia de Bellas Artes de San Fernando, aunque es posible que previamente hubiese acudido a las clases gratuitas de la junta preparatoria para la fundación de la Academia. En su paso por la Academia no obtuvo ninguno de los premios otorgados por la institución ni la beca para estudiar en Roma, a la que aspiró en 1758, el primer año en que se concedía, adelantado en el concurso por Domingo Álvarez Enciso y José del Castillo. El cuadro presentado al concurso, con el tema fijado para la prueba, Per Ansúrez ante Alfonso el Batallador, se conserva, con los de sus dos rivales, en la propia Academia. No obstante, y tras presentar un memorial en el que aludía a su extrema pobreza, en el mes de noviembre del mismo año obtuvo una pensión que le permitió continuar con sus estudios en Madrid, debiendo sujetarse a los mismos principios y plan de estudios que los pensionados en Roma. Su maestro, a cuyo obrador debía asistir mañana y tarde, sería Antonio González Velázquez, quedando las noches para las clases de dibujo de la Academia. Como pensionado de la Academia realizó una serie de copias de obras de la colección del marqués de la Ensenada, copias a su vez de los retratos del papa Inocencio X y del retrato ecuestre del conde-duque de Olivares de Velázquez, junto a copias de obras de Corrado Giaquinto (Real Academia de Bellas Artes de San Fernando). En 1764 fue nombrado supernumerario de la Real Academia y en 1770 académico de mérito, entrando a trabajar al mismo tiempo para la Real Fábrica de Tapices. Recibió en estos años las influencias de Corrado Giaquinto y Mengs, ocupando desde 1785 el cargo de ayudante de Mariano Salvador Maella, con quien colaboró en la restauración de retratos reales. 

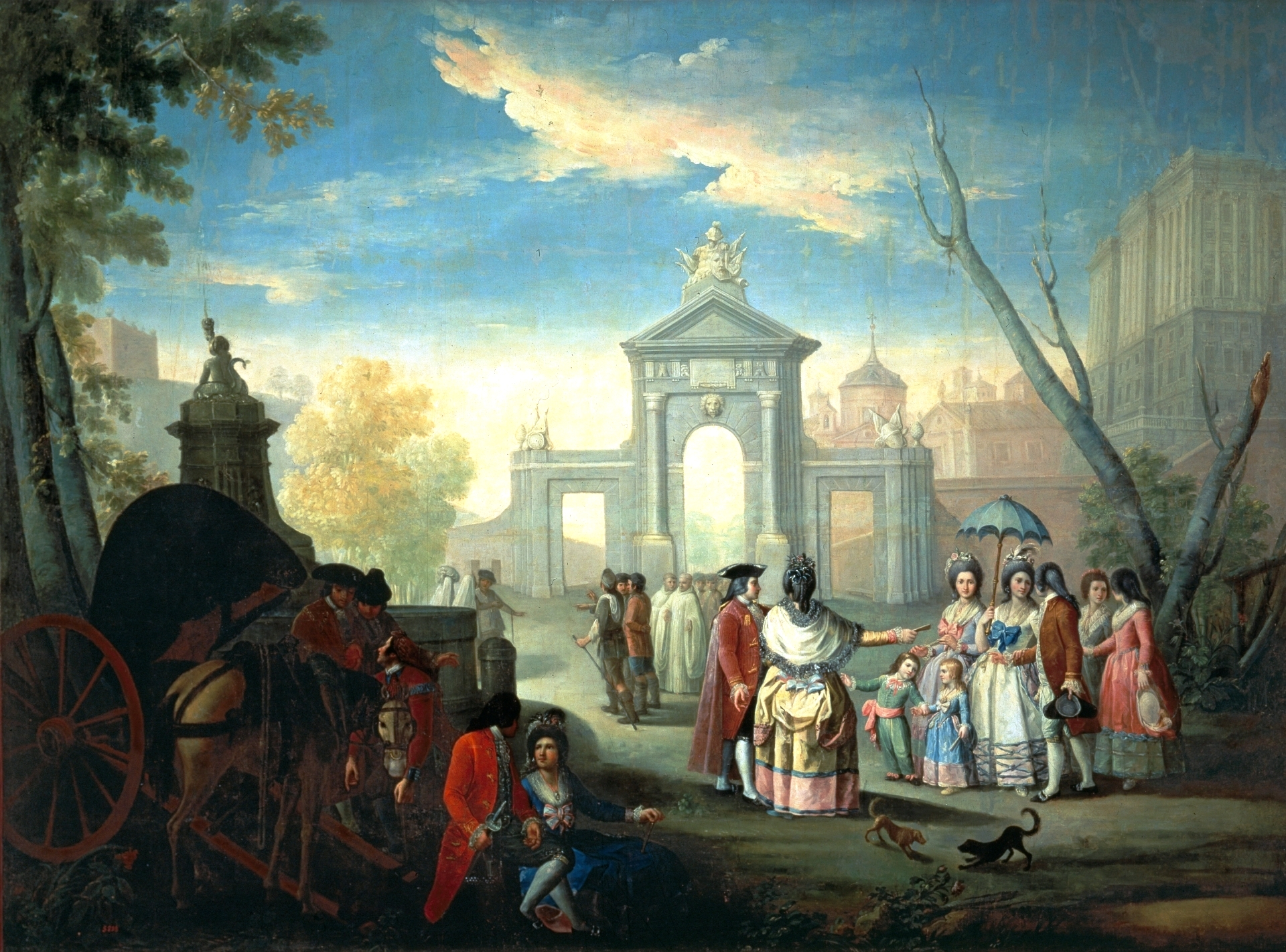
La Puerta de San Vicente de Madrid, óleo sobre lienzo, 346 x 451 cm, Madrid, Museo de Historia de Madrid, en depósito del Museo del Prado.

En 1786 fue nombrado junto con Cosme de Acuña director de pintura de la Academia de San Carlos de México. Sin embargo, a poco de llegar a Nueva España chocó con Jerónimo Antonio Gil, director general de la academia de la que había sido promotor y que gobernaba con mano dura. Enfrentado a su director, de quien decía sentirse prisionero en un memorial dirigido a Antonio Ponz, secretario de la Academia de San Fernando, es posible que regresase a España antes de tiempo o, al menos, que abandonase sus tareas académicas, según manifestaba Acuña en su propio memorial de quejas contra el director general. Gil, por su parte, en un escrito dirigido al rey, fechado el 26 de abril de 1794, se quejaba del rendimiento de sus profesores y, en concreto, de Aguirre decía que era «muy corto dibujante».

## Obras
- Cuadro de gran formato de San Pedro curando a un cojo para la iglesia de San Pedro de Menagaray, Álava (1764).
- Retrato de Eugenio de Llaguno y Amírola (1765).
- Retratos de Agustín de Montiano y Luyando (1765) y de Alonso Verdugo y Castilla (1768) para la Real Academia de la Historia, Madrid.
- Frescos de la Iglesia de la Asunción de Brea de Tajo, Madrid.
- La puerta de Alcalá y Cibeles de Madrid (1785).
- La puerta de San Vicente de Madrid (hacia 1785).
- Cuadro de San Agustín y Marcelino en el Real Monasterio de la Encarnación de Madrid.
- Bóvedas del baptisterio de la catedral de México, pintadas en 1791 en colaboración con sus discípulos.